# Courbure pontique

La courbure pontique est une inflexion du cerveau qui apparaît pendant le développement de l'embryon humain. Pendant la cinquième semaine et jusqu'à la huitième semaine, cette inflexion dorsale se dessine par le repliement du métencéphale, en arrière, sur le myélencéphale. La courbure pontique est l'une des trois courbures à apparaître pendant la période de la quatrième à la huitième semaine, les deux autres étant les courbures mésencéphalique et cervicale.